# Bell Biv DeVoe
Bell Biv DeVoe, även känd som BBD, är en amerikansk musikgrupp från Boston, Massachusetts, bildad av medlemmar av New Edition, bestående av Ricky Bell, Michael Bivins och Ronnie DeVoe.
Bandet är mest känt för sitt debutalbum, det multi-platinasäljande Poison, ett nyckelverk i den nya jack swing-rörelsen på 1990-talet som kombinerade inslag av traditionell soul och R&B med hiphop. Två singlar från albumet, "Poison" och "Do Me!", nådde båda nummer 3 på Billboard Hot 100 1990. Bandet släppte ytterligare tre album, även om inget hade succén med sin debut. Deras senaste album Three Stripes kom ut 2017.